# Alexander Maier
Alexander Maier (ur. 16 lipca 1974 w Altenmarkt im Pongau) – austriacki snowboardzista, brązowy medalista mistrzostw świata.

## Kariera
Po raz pierwszy na arenie międzynarodowej pojawił się 20 marca 1998 roku w Bad Gastein, gdzie na mistrzostwach kraju zajął 31. miejsce w gigancie. Nigdy nie startował na mistrzostwach świata juniorów.
W Pucharze Świata zadebiutował 4 grudnia 1999 roku w Zell am See, gdzie zajął 49. miejsce w gigancie równoległym (PGS). Pierwsze pucharowe punkty wywalczył 14 stycznia 2000 roku w Berchtesgaden, zajmując 21. miejsce w tej konkurencji. Na podium zawodów pucharowych po raz pierwszy stanął 17 listopada 2000 roku w Tignes, kończąc rywalizację w snowcrossie na trzeciej pozycji. W zawodach tych wyprzedzili go jedynie Joni Vastamäki z Finlandii i Pontus Ståhlkloo ze Szwecji. Łącznie dziewięć razy stawał na podium zawodów PŚ, odnosząc przy tym trzy zwycięstwa: 4 marca 2001 roku w Park City i 8 stycznia 2002 roku w Arosie wygrywał w PGS, a 15 marca 2001 roku w Ruka triumfował w PSL. Najlepsze wyniki osiągnął w sezonach 2002/2003 i 2003/2004, kiedy to zajmował piąte miejsce w klasyfikacji generalnej. Ponadto w sezonie 2000/2001 był trzeci w klasyfikacji snowcrossu.
Jego największym sukcesem jest brązowy medal w snowcrossie wywalczony na mistrzostwach świata w Madonna di Campiglio w 2001 roku. Uległ tam tylko Guillaume'owi Nantermodowi ze Szwajcarii i Niemcowi Markusowi Ebnerowi. Był też między innymi jedenasty w snowcrossie podczas mistrzostw świata w Kreischbergu w 2003 roku. W 2002 roku wystartował na igrzyskach olimpijskich w Salt Lake City, gdzie zajął dziesiąte miejsce w gigancie równoległym. Brał też udział w igrzyskach w Turynie cztery lata później, gdzie rywalizację w tej konkurencji ukończył na 30. pozycji.
W 2008 r. zakończył karierę.
Jego bratem jest były narciarz alpejczyk Hermann Maier.

## Osiągnięcia

### Igrzyska olimpijskie
| Miejsce | Dzień     | Rok  | Miejscowość    | Konkurencja       | Zwycięzca      |
| ------- | --------- | ---- | -------------- | ----------------- | -------------- |
| 10.     | 15 lutego | 2002 | Salt Lake City | Gigant równoległy | Philipp Schoch |
| 30.     | 22 lutego | 2006 | Turyn          | Gigant równoległy | Philipp Schoch |

### Mistrzostwa świata
| Miejsce | Dzień       | Rok  | Miejscowość          | Konkurencja       | Zwycięzca           |
| ------- | ----------- | ---- | -------------------- | ----------------- | ------------------- |
| 4.      | 22 stycznia | 2001 | Madonna di Campiglio | Gigant            | Jasey-Jay Anderson  |
| 3.      | 28 stycznia | 2001 | Madonna di Campiglio | Snowboardcross    | Guillaume Nantermod |
| DNF     | 13 stycznia | 2003 | Kreischberg          | Gigant równoległy | Dejan Košir         |
| 11.     | 19 stycznia | 2003 | Kreischberg          | Snowboardcross    | Xavier de le Rue    |
| 22.     | 16 stycznia | 2005 | Whistler             | Snowboardcross    | Seth Wescott        |
| 34.     | 16 stycznia | 2007 | Arosa                | Gigant równoległy | Rok Flander         |
| 21.     | 17 stycznia | 2007 | Arosa                | Slalom równoległy | Simon Schoch        |

### Puchar Świata

#### Miejsca w klasyfikacji generalnej
- sezon 1999/2000: 53.
- sezon 2000/2001: 8.
- sezon 2001/2002: 12.
- sezon 2002/2003: 5.
- sezon 2003/2004: 5.
- sezon 2004/2005: -
- sezon 2005/2006: 31.
- sezon 2006/2007: 17.
- sezon 2007/2008: 116.

#### Miejsca na podium
1. Tignes – 27 listopada 2000 (snowcross) - 3. miejsce
2. Berchtesgaden – 11 lutego 2001 (gigant równoległy) - 2. miejsce
3. Park City – 4 marca 2001 (gigant równoległy) - 1. miejsce
4. Ruka – 15 marca 2001 (slalom równoległy) - 1. miejsce
5. Valle Nevado – 9 września 2001 (slalom równoległy) - 3. miejsce
6. Arosa – 8 stycznia 2002 (gigant równoległy) - 1. miejsce
7. Sölden – 29 października 2002 (gigant równoległy) - 3. miejsce
8. Sölden – 19 października 2003 (slalom równoległy) - 3. miejsce
9. Arosa – 16 stycznia 2004 (snowcross) - 3. miejsce